# Barão de Rio Pardo
Barão de Rio Pardo é um título nobiliárquico criado por D. Pedro I do Brasil em 18 de outubro de 1825, a favor de Tomás Joaquim Pereira Valente.
Titulares
1. Tomás Joaquim Pereira Valente (1790–1849) – primeiro e único conde de Rio Pardo;
2. Joaquim Honório de Campos;
3. Antônio José Correia.